# Бертони, Мойсес Сантьяго
Мозе Джакомо Бертони (итал. Mosè Giacomo Bertoni; 15 июня 1857 — 19 сентября 1929), известный на испанском языке как Мойсес Сантьяго Бертони (исп. Moisés Santiago Bertoni) — италоязычный швейцарский натуралист-биолог, метеоролог, этнограф, лингвист и анархист. Эмигрировал в Южную Америку в 1884 году и жил в Парагвае с 1887 года до своей смерти в 1929 году.
Бертони занимался исследованиями в области ботаники, метеорологии и антропологии. Он открыл и классифицировал 91 новый вид растений и оставил коллекцию из более чем 7000 видов растений и около 6500 насекомых. Среди растений, которые он подробно изучил, была стевия медовая (каа хе’э, Stevia rebaudiana), произрастающая в Парагвае и получившая важное значение как некалорийный подсластитель, который считается в 300 раз слаще сахара. Он также научно классифицировал мате (Ilex paraguariensis).

## Ранние годы
Родился 15 июня 1857 года в небольшой деревушке Лоттинья в кантоне Тичино в италоязычном регионе Швейцарии, в семье юриста Амброза Бертони и учительницы из Милана Жозефины Торреани.
Учился в лицее Лугано. В 1874 году вместе со своей матерью основал первую метеорологическую обсерваторию в родной Лоттинье. С 1875 года изучал право и естественные науки в Женевском университете. В 1876 году поступил в Цюрихский университет, где познакомился со студенткой-биохимиком Евгенией Россетти, на которой женился в следующем году. Его супруга была убеждённой анархисткой, и под влиянием идей Петра Кропоткина и Элизе Реклю пара приняла решение отправиться в Южную Америку с целью основать там сельскохозяйственную коммуну на анархо-коммунистических принципах. Эта поездка определила его последующую жизнь.

## Прибытие в Южную Америку
Бертони отбыл из Швейцарии в столицу Аргентины Буэнос-Айрес на пароходе Nord Americas 3 марта 1884 года. Его сопровождали жена, их дети (носившие имена революционеров: Рето Дивиконе, Арнольдо да Винкельрид, Вера Засулич, София Перовская (Гельвеция) и Инес), его мать Жозефина Торреани и около 40 крестьян.
30 марта они высадились в Буэнос-Айресе, где встретились лично с председателем нации генералом Хулио Архентино Рока, предоставившим средства для поездки и колонизации провинции Мисьонес. Они прибыли на территорию Санта-Ана, где Бертони приступил к занятиям сельским хозяйством, ботаникой, зоологией, метеорологией и этнографией.
Работая в Мисьонес, он пересёк границу с Парагваем, где и остался до конца своей жизни. В Аргентине у Бертони родился сын Мойсес Сантьяго; в Парагвае у них стало ещё больше детей: Аврора Евгения, Гильермо Телль, Вальтер Фюрст, Вернер Штауффахер и Аристотель.

## Работа в Парагвае

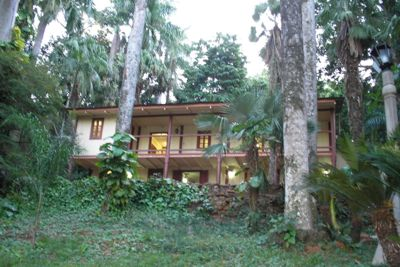
Дом Мойсеса Бертони в Парагвае.

В Парагвае Бертони с соратниками создали сообщество сельскохозяйственного производства и научных исследований. В последнем с ним сотрудничал швейцарский коллега по научной стезе Эмиль Хасслер.
При этом Бертони работал без государственной поддержки, источников, средств и приборов, в области физических и естественных наук, антропологии, совершал лингвистические и мировоззренческие, философские наблюдения и оставлял комментарии на историческую тематику. Им было начато систематическое изучение природы и культуры Парагвая.
В 1891 году Бертони основал на берегу реки Парана «колонию (или заповедник) имени Вильгельма Телля» площадью 12 500 гектаров, известную сегодня как Пуэрто-Бертони. Семья и соратники Бертони выращивали кофе, бананы и цитрусовые, чтобы зарабатывать на жизнь и финансировать научную работу, совмещая сельскохозяйственное производство с научными исследованиями в сельской местности.
В 1896 году Бертони был приглашен президентом Парагвая генералом Хуаном Баутиста Эгускиса (1845—1902) к созданию Сельскохозяйственного института (Национальной агрономической школы) в столице Асунсьоне. Бертони руководил ею девять лет. В 1903 году он организовал Национальное сельскохозяйственное общество, в 1914 году по приглашению президента страны возглавил Управление сельского хозяйства.
Бертони проводил метеорологические исследования для правительств Аргентины и Парагвая (изучал частоту осадков и в течение пятидесяти лет ежедневно вёл учёт влажности, ветра и температуры), писал научные статьи и был движущей силой ведущего научного издательства Парагвая.
В 1905 году он участвовал в качестве парагвайского делегата правительства на Третьем латиноамериканском научном конгрессе в Рио-де-Жанейро, где представил первую работу по геологии Парагвая и изобретённые им два новых образца метеорологического оборудования: дрозометр и фитотермометр.
В 1910 году он представлял Парагвай на Американском международном конгрессе и на Международной выставке в Буэнос-Айресе, где получил медали и дипломы. В 1922 вновь был на Американском международном научном конгрессе в Рио-де-Жанейро, где были представлены работы по антропологии и этнографии гуарани.

## Смерть и память

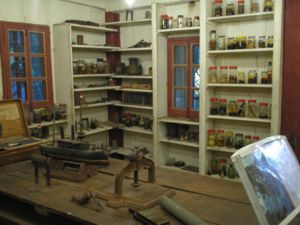
Внутри Научного монумента Мойсесу Бертони

19 сентября 1929 года в возрасте 72 лет Бертони умер от малярии в городе Фос-ду-Игуасу в Бразилии; его жена умерла за три недели до этого в Энкарнасьоне на юге Парагвая, о чём он не знал. На следующий день его тело было возвращено в Пуэрто-Бертони, где он был похоронен рядом со своим местом работы и могилами его матери, «Нонны Пеппины», и сына Линнео Карлоса.
В его честь была названа деревня в департаменте Каасапа — Доктор Моисес Бертони.
В январе 1988 года был создан экологический «Фонд Мойсеса Бертони» для охраны окружающей среды и устойчивого развития природных ресурсов в Парагвае.
Его ботанические коллекции хранятся в Научном обществе Парагвая (Sociedad Científica del Paraguay) и впоследствии были восстановлены в Ботаническом саду Conservatoire et Jardin de la Ville de Genève (Швейцария).